# José Domingo Ospina
José Domingo Ospina Camacho (Santa Bárbara, 9 de enero de 1843 - Bogotá, 1 de marzo de 1908) fue un político y militar colombiano, miembro del Partido Conservador Colombiano.
Fue miembro del Consejo Nacional de 1886 que redactaría la Constitución de Colombia de 1886. Se desempeñó como Ministro de Instrucción Pública en el gobierno de José María Campo Serrano, el gobierno de Eliseo Payán y el tercer gobierno de Rafael Núñez.
Durante el gobierno de Carlos Holguín Mallarino fue Ministro de Gobierno (1888-1889) y de Guerra (1890), mientras en el gobierno de Miguel Antonio Caro fue Ministro de Guerra (1893-1894), Ministro de Gobierno en carácter de encargado (1893-1894) y Ministro de Gobierno en dos períodos breves y no consecutivos en 1895. También fue Ministro del Tesoro en calidad de encargado en 1887.
Además fue gobernador de Cundinamarca en 1895, designado por Miguel Antonio Caro.

## Biografía
Nacido en Santa Bárbara (Antioquia), hijo del congresista Ignacio Ospina.

### Ministro de Guerra (1900-1901)
Regresó por tercera vez a ser Ministro de Guerra durante el gobierno de José Manuel Marroquín, mientras se desarrollaba la Guerra de los Mil Días, abogando por medidas de represión para acabar con la revolución. En ese cargo formuló dos decretos que describirían las políticas nuevas y radicales para lidiar con la revuelta liberal.